# Polydesma erubescens
Polydesma erubescens är en fjärilsart som beskrevs av Walker 1865. Polydesma erubescens ingår i släktet Polydesma och familjen nattflyn. Inga underarter finns listade i Catalogue of Life.